# Ниско (гмина)
Ниско (пол. Nisko) — городско-сельская гмина (волость) в Польше, входит как административная единица в Нисковский повет, Подкарпатское воеводство. Население — 22 814 человек (на 2005 год).

## Демография
| Перепись                       | Всего   | Всего | Женщины | Женщины | Мужчины | Мужчины |
| ------------------------------ | ------- | ----- | ------- | ------- | ------- | ------- |
| Единицы                        | человек | %     | человек | %       | человек | %       |
| Население                      | 22 550  | 100   | 11 399  | 50,5    | 11 151  | 49,5    |
| Плотность населения (чел./км²) | 158,3   | 158,3 | 80      | 80      | 78,3    | 78,3    |

## Сельские округа
1. Коньчице
2. Нова-Весь
3. Новоселец
4. Рацлавице
5. Волина
6. Зажече

## Соседние гмины
1. Гмина Боянув
2. Гмина Ежове
3. Гмина Пышница
4. Гмина Рудник-над-Санем
5. Сталёва-Воля
6. Гмина Улянув